# Ginkgo apodes
Espèce
Ginkgo apodes est une espèce fossile de plantes de la famille des Ginkgoaceae (ordre  des Ginkgoales). On la connaît grâce à des fossiles trouvés dans la formation d'Yixian qui se situe près du mont Yinwoshan (xian de Yi, province du Liaoning en Chine) et qui est datée de la période du Tithonien (Jurassique supérieur).

## Description
Les feuilles de Ginkgo apodes sont similaires à celles connues chez le reste des représentants du genre Ginkgo, avec une feuille en forme d'éventail caractérisée par des lobes en forme de doigts.
Les organes ovulaires de Ginkgo apodes portent un groupe de six ovules qui se développent à partir de l'apex du pédoncule. Ces fruits peuvent contenir de une à trois graines.
Ginkgo apodes a contribué à la compréhension de l'évolution du Ginkgo, car il a comblé la lacune entre le Jurassique et le Paléocène, et se situe morphologiquement entre Ginkgo yimaensis et Ginkgo biloba.

## Systématique
Le nom correct complet (avec auteur) de ce taxon est Ginkgo apodes Zhou (d) & Zheng (d).

### Étymologie
Le nom « Ginkgo » vient de ses noms japonais, « Gin an » et « Itsjò », qui signifie « abricot argenté ». Il s'agit d'une translittération réalisée par Engelbert Kaempfer, le premier Européen à avoir décrit Ginkgo biloba au Japon. L'orthographe maladroite « –kgo » de « Ginkgo » semble être une erreur de Kaempfer dans ses notes ; une romanisation plus précise aurait été « Ginkjo » ou « Ginkio ».
L'épithète spécifique, « apodes », dérive du grec ancien « α- » et « -ποδ », qui signifie « apode » ou « sans pied », en référence aux pédicelles très courts des fruits.

### Publication originale
- (en) Shaolin Zheng et Zhiyan Zhou, « A new Mesozoic Ginkgo from western Liaoning, China and its evolutionary significance », Review of Palaeobotany and Palynology, Elsevier, vol. 131, nos 1-2,‎ août 2004, p. 91-103 (ISSN 0034-6667 et 1879-0615, OCLC 644510722, DOI 10.1016/J.REVPALBO.2004.03.002, lire en ligne).